# Azali Assoumani

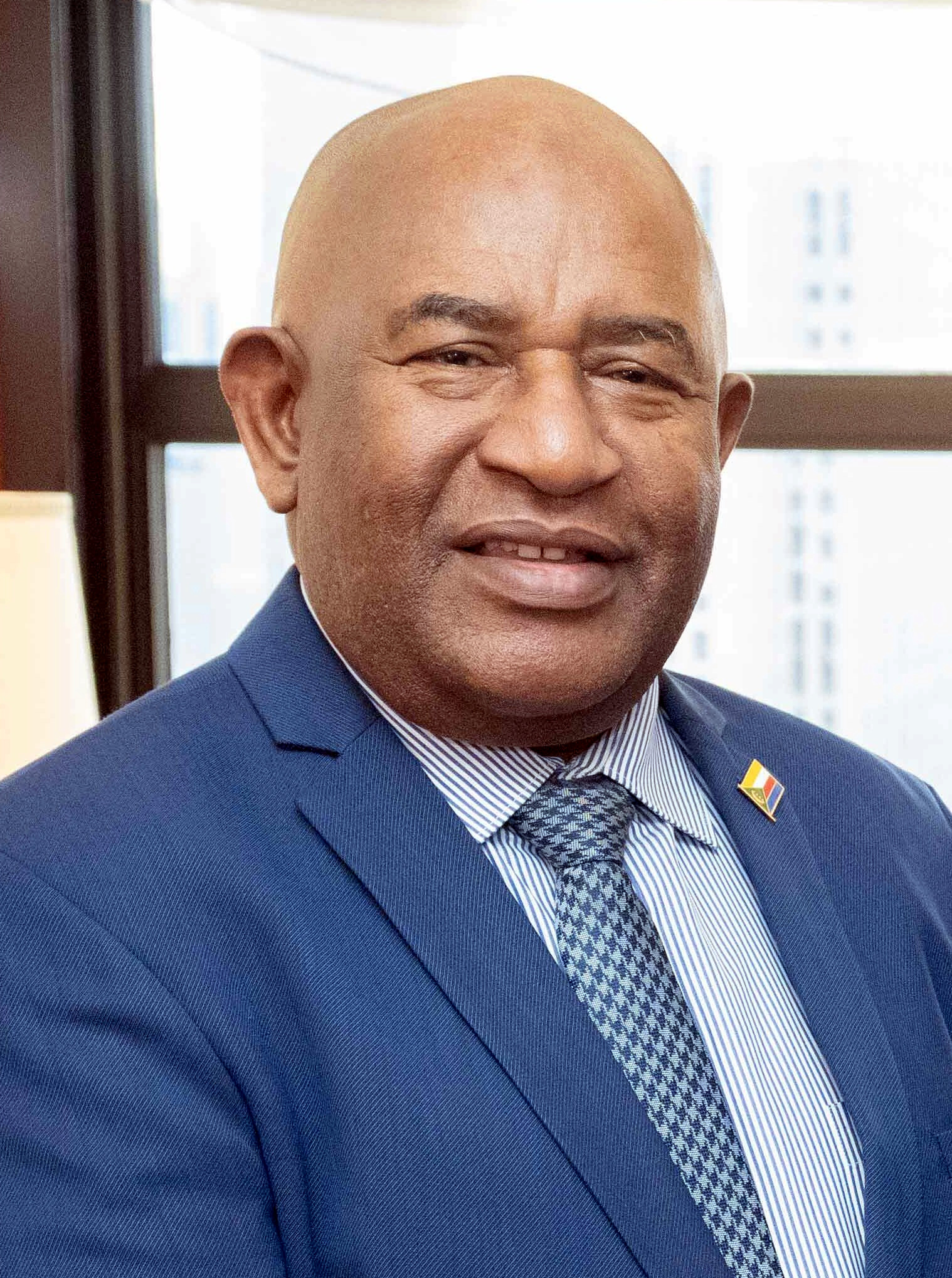
Azali Assoumani (2023)

Azali Assoumani (* 1. Januar 1959 in Mitsoudjé, Komoren) ist ein komorischer Politiker und ehemaliger Armeeangehöriger. Seit 2016 ist er Staatspräsident. Dieses Amt hatte er bereits von 1999 bis 2006 – mit einer mehrmonatigen Unterbrechung im Jahr 2002 – inne.

## Leben
Der auf der komorischen Hauptinsel Grande Comore geborene Assoumani wurde seit 1977 an der Königlichen Militärschule in Marokko zum Fallschirmjäger ausgebildet. 1989 trat er der force armée comorienne (FAC) bei, aus der 1990 die Comorian Defense Force (FCD) und 1996 die heutige komorische Armee wurde. In dieser Zeit wurde er zunächst zum Major und dann zum Oberst befördert.
Am 30. April 1999 initiierte er einen Staatsstreich gegen Staatspräsident Tadjidine Ben Said Massounde, da dieser das Unabhängigkeitsbestreben der Insel Anjouan zu unterstützen schien, und ernannte sich selbst zu dessen Nachfolger. Assoumani trat am 21. Januar 2002 von diesem Amt zurück, um als Kandidat an der Präsidentschaftswahl am 26. Mai des Jahres teilnehmen zu können (als aktueller Amtsinhaber wäre ihm das verfassungsrechtlich verboten gewesen, s. unten). Nach seinem Wahlsieg wurde er erneut Staatspräsident. Assoumanis zweite Amtszeit endete turnusmäßig 2006. Sein Nachfolger wurde der Islamist Ahmed Abdallah Mohamed Sambi, der die Präsidentschaftswahl am 14. Mai überlegen gewonnen hatte.
Bei der Präsidentschaftswahl vom 15. April 2016 trat Assoumani erneut an. Nachdem er vom Verfassungsgericht zum Wahlsieger erklärt worden war, begann er am 26. Mai seine dritte Amtszeit als Staatsoberhaupt. Diese wäre 2021 automatisch geendet, doch das Verfassungsreferendum von 2018 änderte die bis dahin gültigen Beschränkungen für das Präsidentenamt und ermöglichte ihm eine erneute Kandidatur. Bei der vorgezogenen Präsidentschaftswahl von 2019 erreichte er bereits in der ersten Wahlrunde die Mehrheit (60,7 %) und wurde somit im Amt bestätigt.
Am 18. Februar 2023 wurde Assoumani für ein Jahr zum Vorsitzenden der Afrikanischen Union gewählt.
Am 14. Januar 2024 gewann Assoumani erneut die Präsidentenwahl und wurde im Mai für eine vierte Amtszeit vereidigt.
Assoumani ist verheiratet und hat vier Kinder.